# 天舞纪
《天舞纪》，2020年中国大陆唐代古装电视剧，根据网络作家步非烟的东方奇幻同名小说改编。由许凯、吴佳怡、哈妮克孜、周骏超、李俊辰、于歆童领衔主演，于2019年9月开机。於2020年7月8日在爱奇艺首播。

## 播出时间
| 频道   | 所在地 | 播出日期     | 备注 |
| ------ | ------ | ------------ | ---- |
| 爱奇艺 | 中国   | 2020年7月8日 |      |

## 故事大綱
十年之前，昆吾族與人族大戰，人族國師紫極用沉月大陣封印了昆吾龍皇石星御，昆吾落敗，昆吾族人淪為奴隸備受欺凌，看似世界恢復平靜背後卻暗流湧動。昆吾聖女蘇猶憐為了拯救族人，決意偽裝身份潛入擎天城，解印被封印的石星御。蘇猶憐初到摩雲書院，就得罪了擎天城第一惡少李玄，兩人從歡喜冤家到互相愛慕，開啟一段與摩雲學子的熱鬧美好生活。然而身上蘊藏力量的李玄註定命運不一般，他早已被安排成為人族的守護者—護國師。身份對立的李玄和蘇猶憐，終究是剪不斷理還亂的情感糾葛，隱於暗處的陰謀早已蔓延，禁制已被觸動，釋放了被人族囚禁的妖族，一眾摩雲學子將面臨驚天浩劫於此展開。李玄最終站在正義的一方，打敗了墜入魔道的石星御，救出了被居心叵測的人族囚禁的妖族，化解了人族和妖族的矛盾，肩負起重建長安的重任。

## 演员列表

### 主要演員
| 演員                | 角色   | 介紹 |
| 許凱                | 李玄   | 護國師 李叔德和青笙公主的兒子（人族和昆吾族的混血） 龍皇的姪子。 天啟國護國師，擎天城小霸王，活潑、頑皮、還深情，是人族李叔德與昆吾族青笙所生的混血兒。肩負著拯救人類的使命，體內擁有巨大的能量。 深愛蘇猶憐，因被利用，企圖解開龍皇封印，後被紫尊用自己的血重新封印，又被皇帝追究背叛人族的責任。 在21集，父親為了保護他，在朝堂上當場自刎。 在22集，拿著龍皇劍捅了蘇猶憐，正式決裂。 第28集，和蘇猶憐一起回到秘境，一直生活在一起。 |
| 吳佳怡 幼年: 冯雪雅 | 蘇猶憐 | 昆吾族第二十任聖女 武藝高超，為了救出龍皇而在摩雲書院刻意隱藏自己真正實力與身分。 從沙國王子御風穆手中拿到第二顆聖女石，最後成功解救龍皇，後放棄聖女身份（被抽出聖女印記）而受重傷，被李玄帶回秘境，給天書老人救治，生活在一起。 |
| 哈妮克孜            | 雲杉   | 沙國公主 御風穆之妹，喜歡蕭鳳鳴。 在第24集被蕭鳳鳴（被龍皇心魔所控）打傷，生死未卜。只是重傷並沒有死，後醒來，與蕭鳳鳴回到沙國成親。 |
| 李俊辰              | 御風穆 | 沙國王子 雲杉的哥哥。蘇猶憐第二任丈夫。喜欢蘇猶憐。 到摩雲書院認識蘇猶憐，目的是希望幫助她解救族人及龍皇。 多年來沙國一直被天啟國打壓，為了讓沙國振作，一直不斷幫助蘇猶憐。 為解救龍皇，把仰賴多年的聖女石轉讓主人，卻因沒了聖女石的庇護，讓自己體弱多病的身體奄奄一息，但最終因龍皇甦醒，聖女石又再次回歸御風穆身上。 |
| 周駿超              | 蕭鳳鳴 | 学霸，柔弱的書生。 在第20集發現原來十年前龍皇心魔就已經在自己身體了。 大結局想要殉愛，服毒陪雲杉，結果發現雲杉沒死，最後在沙國與雲杉成親。 |

### 人族
| 演員   | 角色   | 介紹 |
| 何中華 | 紫尊   | 摩云院长 李玄殺母仇人兼師傅，為封印龍皇而誤殺青笙公主。 永生永世都得不到李玄的原諒，最終死在龍皇的心魔手中。                              |
| 張淞   | 太子   | 視李玄為死對頭，與二殿下爭奪皇位，和被龍皇心魔控制住的蕭鳳鳴謀朝篡位，後被龍薇兒捉拿。                                                    |
| 于歆童 | 龍薇兒 | 二殿下 足智多謀，實為女兒身，因天啟帝請人占卜若有公主對國運不好，而下令若生女孩需放逐國外。每年生辰使用一次百毒湯而成為男兒身以掩人耳目。 |
| 黑澤   | 鄭百年 | 二殿下龍薇兒的貼身侍衛，知道龍薇兒是女兒身，喜歡龍薇兒。                                                                                  |
| 馬倩倩 | 崔翩然 | 崔府大小姐 尚書大人崔大人千金，蘇猶憐的情敵，喜歡李玄，成為李玄的未婚妻，後父母悔婚。為使目的達成而不擇手段。                             |
| 宋奕星 | 崔嫣然 | 崔府二小姐 尚書大人崔大人千金，蘇猶憐的好友，性情溫和。                                                                                   |
| 劉冠麟 | 李叔德 | 李玄的父親。 |
| 張層層 | 封常青 | 李玄的貼身侍衛，喚李玄為少爺。武功了得。                                                                                                  |
| 師子尋 | 邊令誠 | 李玄的小跟班。 |

### 昆吾族
| 演員   | 角色   | 介紹 |
| 韩棟   | 石星御 | 昆吾龍皇 李玄舅舅，甦醒後，放棄報復人族，帶領昆吾族人回到昆吾地生活。                                                                         |
| 何美璇 | 青笙   | 青笙公主 李玄母親，昆吾龍皇的妹妹。其血可以封印龍皇，紫尊利用她作法困住龍皇，將龍皇打回原形。青笙拼命掙脫束縛為哥哥擋下致命一擊，但自己殞命。 |
| 衣妍婷 | 九靈兒 | 昆吾族聖女 蘇猶憐的姐姐。封印龍皇，並留下龍皇十年後甦醒的預言。                                                                               |
| 晋松   | 尤安   | 昆吾族將軍。 |

### 其他演員
| 演員          | 角色     | 介紹                                                                                                  |
| 丁野（Dylan） | 上古麒麟 | 第5集被封印在摩雲書院的乾淵閣，被李玄意外解除封印後，四處殘殺青樓女子，最後為李玄帶領的摩雲弟兄所殺。 |
| 寧文彤        | 天書爺爺 | 第11集李玄和蘇猶憐掉入血色秘境中遇到的老爺爺。                                                        |

## 电视剧歌曲
| 曲序 | 曲目               |                | 作曲       | 编曲             | 演唱   |
| ---- | ------------------ | -------------- | ---------- | ---------------- | ------ |
| 1.   | 情動的光（片頭曲） | 林喬           | 都智文     | 陳雪燃           | 陳雪燃 |
| 2.   | 都不會變（片尾曲） | 明天           | 陳雪燃     | 陳雪燃           | 葉炫清 |
| 3.   | 雪舞（插曲）       | 張贏           | 羅琨       | David New        | 都智文 |
| 4.   | 守候（插曲）       | 林喬           | 都智文     | 歐陽箐宇、劉嘉星 | 劉瑞琦 |
| 5.   | 若（插曲）         | Boomfisher@TNK | 陳少卿@TNK | 張玄@TNK         | 許馨文 |

## 外部連結
- 天舞紀-新浪微博官博